# 5408 Thé
(5408) The, denumire internațională (5408) Thé, este un asteroid din centura principală de asteroizi.

## Descriere
5408 Thé este un asteroid din centura principală de asteroizi. A fost descoperit pe 25 martie 1971 la Observatorul Palomar de Cornelis Johannes van Houten, Ingrid van Houten-Groeneveld și Tom Gehrels. Asteroidul prezintă o orbită caracterizată de o semiaxă mare de 2,26 ua, o excentricitate de 0,14 și o înclinație de 4,1° în raport cu ecliptica.